# Pristoceuthophilus
Pristoceuthophilus is een geslacht van rechtvleugeligen uit de familie grottensprinkhanen (Rhaphidophoridae). De wetenschappelijke naam van dit geslacht is voor het eerst geldig gepubliceerd in 1903 door Rehn.

## Soorten
Het geslacht Pristoceuthophilus omvat de volgende soorten:
- Pristoceuthophilus arizonae Hebard, 1935
- Pristoceuthophilus celatus Scudder, 1894
- Pristoceuthophilus cercalis Caudell, 1916
- Pristoceuthophilus gaigei Hubbell, 1925
- Pristoceuthophilus marmoratus Rehn, 1904
- Pristoceuthophilus pacificus Thomas, 1872
- Pristoceuthophilus pedanus Strohecker, 1945
- Pristoceuthophilus polluticornis Scudder, 1899
- Pristoceuthophilus rhoadsi Rehn, 1903
- Pristoceuthophilus salebrosus Scudder, 1899
- Pristoceuthophilus sargentae Gurney, 1947
- Pristoceuthophilus tuberculatus Caudell, 1908
- Pristoceuthophilus unispinosus Brunner von Wattenwyl, 1888